# Couvrelles
Couvrelles är en kommun i departementet Aisne i regionen Hauts-de-France i norra Frankrike. Kommunen ligger i kantonen Braine som ligger i arrondissementet Soissons. År 2022 hade Couvrelles 177 invånare.

## Befolkningsutveckling
Antalet invånare i kommunen Couvrelles
Referens: INSEE